# Gymnema macranthum
Gymnema macranthum är en oleanderväxtart som beskrevs av Joseph Dalton Hooker. Gymnema macranthum ingår i släktet Gymnema och familjen oleanderväxter. Inga underarter finns listade i Catalogue of Life.